# Menomonee Falls
Menomonee Falls és una població dels Estats Units a l'estat de Wisconsin. Segons el cens del 2000 tenia 32.647 habitants.

## Demografia
Segons el cens del 2000, Menomonee Falls tenia 32.647 habitants, 12.844 habitatges, i 9.299 famílies. La densitat de població era de 378,8 habitants per km².
Dels 12.844 habitatges en un 32,4% hi vivien nens de menys de 18 anys, en un 63,6% hi vivien parelles casades, en un 6,5% dones solteres, i en un 27,6% no eren unitats familiars. En el 23,7% dels habitatges hi vivien persones soles l'11,2% de les quals corresponia a persones de 65 anys o més que vivien soles. El nombre mitjà de persones vivint en cada habitatge era de 2,52 i el nombre mitjà de persones que vivien en cada família era de 3,01.
Per edats la població es repartia de la següent manera: un 25% tenia menys de 18 anys, un 5,4% entre 18 i 24, un 30,5% entre 25 i 44, un 23,4% de 45 a 60 i un 15,7% 65 anys o més.
L'edat mediana era de 39 anys. Per cada 100 dones de 18 o més anys hi havia 90,8 homes.
La renda mediana per habitatge era de 57.952 $ i la renda mediana per família de 68.952 $. Els homes tenien una renda mediana de 46.861 $ mentre que les dones 31.783 $. La renda per capita de la població era de 27.454 $. Aproximadament l'1,1% de les famílies i el 2,2% de la població estaven per davall del llindar de pobresa.

## Poblacions properes
El següent diagrama mostra les poblacions més properes.